# Major League Baseball 2004
La stagione 2004 della Major League Baseball si è svolta dal 4 aprile 2004 al 27 ottobre 2004. Al termine della stagione regolare sono stati registrati 72 349 274 spettatori totali, con una media di 30 120 spettatori ad incontro.
L'All-Star Game si è giocato il 13 luglio al Minute Maid Park di Houston, Texas ed è stato vinto dalla selezione della American League per 9-4.
Le World Series si sono svolte tra il 23 e il 27 ottobre, si sono concluse con la vittoria dei Boston Red Sox per 4 partite a 0 sui St. Louis Cardinals. Questo è stato il sesto titolo della storia dei Red Sox ed è arrivato a distanza di ben 86 anni dal precedente.

## Regular Season

### American League
East Division
| # | Squadra              | Vittorie | Sconfitte | Perc. | Diff. |
| - | -------------------- | -------- | --------- | ----- | ----- |
| 1 | New York Yankees     | 101      | 61        | .623  | —     |
| 2 | Boston Red Sox       | 98       | 64        | .605  | 3.0   |
| 3 | Baltimore Orioles    | 78       | 84        | .481  | 23.0  |
| 4 | Tampa Bay Devil Rays | 70       | 91        | .435  | 30.5  |
| 5 | Toronto Blue Jays    | 67       | 94        | .416  | 33.5  |

Central Division
| # | Squadra            | Vittorie | Sconfitte | Perc. | Diff. |
| - | ------------------ | -------- | --------- | ----- | ----- |
| 1 | Minnesota Twins    | 92       | 70        | .568  | —     |
| 2 | Chicago White Sox  | 83       | 79        | .512  | 9.0   |
| 3 | Cleveland Indians  | 80       | 82        | .494  | 12.0  |
| 4 | Detroit Tigers     | 72       | 90        | .444  | 20.0  |
| 5 | Kansas City Royals | 58       | 104       | .358  | 34.0  |

West Division
| # | Squadra           | Vittorie | Sconfitte | Perc. | Diff. |
| - | ----------------- | -------- | --------- | ----- | ----- |
| 1 | Anaheim Angels    | 92       | 70        | .568  | —     |
| 2 | Oakland Athletics | 91       | 71        | .562  | 1.0   |
| 3 | Texas Rangers     | 89       | 73        | .549  | 3.0   |
| 4 | Seattle Mariners  | 63       | 99        | .389  | 29.0  |

|  | Vincitore Division |
|  | Wild Card          |

### National League
East Division
| # | Squadra               | Vittorie | Sconfitte | Perc. | Diff. |
| - | --------------------- | -------- | --------- | ----- | ----- |
| 1 | Atlanta Braves        | 96       | 66        | .593  | —     |
| 2 | Philadelphia Phillies | 86       | 76        | .531  | 10.0  |
| 3 | Florida Marlins       | 83       | 79        | .512  | 13.0  |
| 4 | New York Mets         | 71       | 91        | .438  | 25.0  |
| 5 | Montreal Expos        | 67       | 95        | .414  | 29.0  |

Central Division
| # | Squadra             | Vittorie | Sconfitte | Perc. | Diff. |
| - | ------------------- | -------- | --------- | ----- | ----- |
| 1 | St. Louis Cardinals | 105      | 57        | .648  | —     |
| 2 | Houston Astros      | 92       | 70        | .568  | 13.0  |
| 3 | Chicago Cubs        | 89       | 73        | .549  | 16.0  |
| 4 | Cincinnati Reds     | 76       | 86        | .469  | 29.0  |
| 5 | Pittsburgh Pirates  | 72       | 89        | .447  | 32.5  |
| 6 | Milwaukee Brewers   | 67       | 94        | .416  | 37.5  |

West Division
| # | Squadra              | Vittorie | Sconfitte | Perc. | Diff. |
| - | -------------------- | -------- | --------- | ----- | ----- |
| 1 | Los Angeles Dodgers  | 93       | 69        | .574  | —     |
| 2 | San Francisco Giants | 91       | 71        | .562  | 2.0   |
| 3 | San Diego Padres     | 87       | 75        | .537  | 6.0   |
| 4 | Colorado Rockies     | 68       | 94        | .420  | 25.0  |
| 5 | Arizona Diamondbacks | 51       | 111       | .315  | 42.0  |

|  | Vincitore Division |
|  | Wild Card          |

### All-Star Game
| Squadra      | 1 | 2 | 3 | 4 | 5 | 6 | 7 | 8 | 9 | R | H  | E |
| ------------ | - | - | - | - | - | - | - | - | - | - | -- | - |
| AL All-Stars | 6 | 0 | 0 | 1 | 0 | 2 | 0 | 0 | 0 | 9 | 14 | 0 |
| NL All-Stars | 1 | 0 | 0 | 3 | 0 | 0 | 0 | 0 | 0 | 4 | 6  |   |

Fonte

### Record Individuali

#### American League
Battitori
| Stat. | Giocatore         | Squadra              | Totale |
| ----- | ----------------- | -------------------- | ------ |
| AVG   | Ichirō Suzuki     | Seattle Mariners     | .372   |
| HR    | Manny Ramírez     | Boston Red Sox       | 43     |
| RBI   | Miguel Tejada     | Baltimore Orioles    | 150    |
| R     | Vladimir Guerrero | Anaheim Angels       | 124    |
| H     | Ichirō Suzuki     | Seattle Mariners     | 262    |
| SB    | Carl Crawford     | Tampa Bay Devil Rays | 59     |

Lanciatori
| Stat. | Giocatore      | Squadra            | Totale |
| ----- | -------------- | ------------------ | ------ |
| W     | Curt Schilling | Boston Red Sox     | 21     |
| L     | Darrell May    | Kansas City Royals | 19     |
| ERA   | Johan Santana  | Minnesota Twins    | 2.60   |
| K     | Johan Santana  | Minnesota Twins    | 265    |
| IP    | Mark Buehrle   | Chicago White Sox  | 245 ⅓  |
| SV    | Mariano Rivera | New York Yankees   | 53     |

#### National League
Battitori
| Stat. | Giocatore       | Squadra              | Totale |
| ----- | --------------- | -------------------- | ------ |
| AVG   | Barry Bonds     | San Francisco Giants | .362   |
| HR    | Adrián Beltré   | Los Angeles Dodgers  | 48     |
| RBI   | Vinny Castilla  | Colorado Rockies     | 131    |
| R     | Albert Pujols   | St. Louis Cardinals  | 133    |
| H     | Juan Pierre     | Florida Marlins      | 221    |
| SB    | Scott Podsednik | Milwaukee Brewers    | 70     |

Lanciatori
| Stat. | Giocatore          | Squadra              | Totale |
| ----- | ------------------ | -------------------- | ------ |
| W     | Roy Oswalt         | Houston Astros       | 20     |
| L     | Brandon Webb       | Arizona Diamondbacks | 16     |
| ERA   | Jake Peavy         | San Diego Padres     | 2.28   |
| K     | Randy Johnson      | Arizona Diamondbacks | 290    |
| IP    | Livan Hernandez    | Montreal Expos       | 255    |
| SV    | Armando Benitez    | Florida Marlins      | 47     |
| SV    | Jason Isringhausen | St. Louis Cardinals  | 47     |

## Post Season
|  | Division Series | Division Series     | Division Series |                     |                | League Championship Series | League Championship Series | League Championship Series |  |  | World Series | World Series   | World Series |
|  |                 |                     |                 |                     |                |                            |                            |                            |  |  |              |                |              |
|  | 1               | New York Yankees    | 3               |                     |                |                            |                            |                            |  |  |              |                |              |
|  | 3               | Minnesota Twins     | 1               |                     |                |                            |                            |                            |  |  |              |                |              |
|  | 3               | Minnesota Twins     | 1               |                     | 1              | New York Yankees           | 3                          |                            |  |  |              |                |              |
|  |                 |                     |                 |                     | 1              | New York Yankees           | 3                          |                            |  |  |              |                |              |
|  |                 | 4                   | Boston Red Sox  | 4                   |                |                            |                            |                            |  |  |              |                |              |
|  | 2               | 4                   | Boston Red Sox  | 4                   | Anaheim Angels | 0                          |                            |                            |  |  |              |                |              |
|  | 2               |                     |                 |                     | Anaheim Angels | 0                          |                            |                            |  |  |              |                |              |
|  | 4               | Boston Red Sox      | 3               |                     |                |                            |                            |                            |  |  |              |                |              |
|  |                 |                     |                 |                     |                |                            |                            |                            |  |  | AL           | Boston Red Sox | 4            |
|  |                 |                     | NL              | St. Louis Cardinals | 0              |                            |                            |                            |  |  |              |                |              |
|  | 3               | Los Angeles Dodgers | 1               |                     |                |                            |                            |                            |  |  |              |                |              |
|  | 1               | St. Louis Cardinals | 3               |                     |                |                            |                            |                            |  |  |              |                |              |
|  | 1               | St. Louis Cardinals | 3               |                     | 1              | St. Louis Cardinals        | 4                          |                            |  |  |              |                |              |
|  |                 |                     |                 |                     | 1              | St. Louis Cardinals        | 4                          |                            |  |  |              |                |              |
|  |                 | 4                   | Houston Astros  | 3                   |                |                            |                            |                            |  |  |              |                |              |
|  | 2               | 4                   | Houston Astros  | 3                   | Atlanta Braves | 2                          |                            |                            |  |  |              |                |              |
|  | 2               |                     |                 |                     | Atlanta Braves | 2                          |                            |                            |  |  |              |                |              |
|  | 4               | Houston Astros      | 3               |                     |                |                            |                            |                            |  |  |              |                |              |

### Division Series
American League
| Data                                  | Squadra di casa  | Squadra ospite   | Ris. |
| ------------------------------------- | ---------------- | ---------------- | ---- |
| 05/10                                 | New York Yankees | Minnesota Twins  | 0-2  |
| 06/10                                 | New York Yankees | Minnesota Twins  | 7-6  |
| 08/10                                 | Minnesota Twins  | New York Yankees | 4-8  |
| 09/10                                 | Minnesota Twins  | New York Yankees | 5-6  |
| New York Yankees vincono la serie 3-1 |                  |                  |      |

| Data                                | Squadra di casa | Squadra ospite | Ris. |
| ----------------------------------- | --------------- | -------------- | ---- |
| 05/10                               | Anaheim Angels  | Boston Red Sox | 3-9  |
| 06/10                               | Anaheim Angels  | Boston Red Sox | 3-8  |
| 08/10                               | Boston Red Sox  | Anaheim Angels | 8-6  |
| Boston Red Sox vincono la serie 3-0 |                 |                |      |

National League
| Data                                     | Squadra di casa     | Squadra ospite      | Ris. |
| ---------------------------------------- | ------------------- | ------------------- | ---- |
| 05/10                                    | St. Louis Cardinals | Los Angeles Dodgers | 8-3  |
| 07/10                                    | St. Louis Cardinals | Los Angeles Dodgers | 8-3  |
| 09/10                                    | Los Angeles Dodgers | St. Louis Cardinals | 4-0  |
| 10/10                                    | Los Angeles Dodgers | St. Louis Cardinals | 2-6  |
| St. Louis Cardinals vincono la serie 3-1 |                     |                     |      |

| Data                                | Squadra di casa | Squadra ospite | Ris. |
| ----------------------------------- | --------------- | -------------- | ---- |
| 06/10                               | Atlanta Braves  | Houston Astros | 3-9  |
| 07/10                               | Atlanta Braves  | Houston Astros | 4-2  |
| 09/10                               | Houston Astros  | Atlanta Braves | 8-5  |
| 10/10                               | Houston Astros  | Atlanta Braves | 5-6  |
| 11/10                               | Atlanta Braves  | Houston Astros | 3-12 |
| Houston Astros vincono la serie 3-2 |                 |                |      |

### League Championship Series
American League
| Data                                | Squadra di casa  | Squadra ospite   | Ris. |
| ----------------------------------- | ---------------- | ---------------- | ---- |
| 12/10                               | New York Yankees | Boston Red Sox   | 10-7 |
| 13/10                               | New York Yankees | Boston Red Sox   | 3-1  |
| 16/10                               | Boston Red Sox   | New York Yankees | 8-19 |
| 17/10                               | Boston Red Sox   | New York Yankees | 6-4  |
| 18/10                               | Boston Red Sox   | New York Yankees | 5-4  |
| 19/10                               | New York Yankees | Boston Red Sox   | 2-4  |
| 20/10                               | New York Yankees | Boston Red Sox   | 3-10 |
| Boston Red Sox vincono la serie 4-3 |                  |                  |      |

National League
| Data                                     | Squadra di casa     | Squadra ospite      | Ris. |
| ---------------------------------------- | ------------------- | ------------------- | ---- |
| 13/10                                    | St. Louis Cardinals | Houston Astros      | 10-7 |
| 14/10                                    | St. Louis Cardinals | Houston Astros      | 6-4  |
| 16/10                                    | Houston Astros      | St. Louis Cardinals | 5-2  |
| 17/10                                    | Houston Astros      | St. Louis Cardinals | 6-5  |
| 18/10                                    | Houston Astros      | St. Louis Cardinals | 3-0  |
| 20/10                                    | St. Louis Cardinals | Houston Astros      | 6-4  |
| 21/10                                    | St. Louis Cardinals | Houston Astros      | 5-2  |
| St. Louis Cardinals vincono la serie 4-3 |                     |                     |      |

### World Series

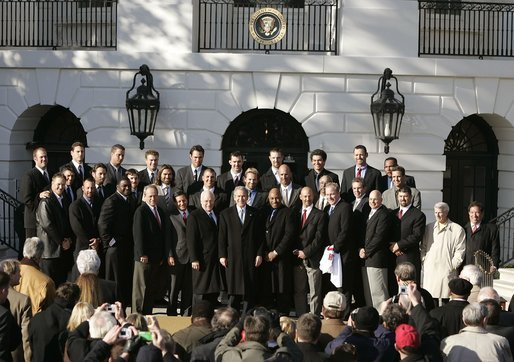
I Boston Red Sox campioni del 2004 ricevuti alla Casa Bianca dal presidente degli Stati Uniti George W. Bush.

| Data                                | Squadra di casa     | Squadra ospite      | Ris. |
| ----------------------------------- | ------------------- | ------------------- | ---- |
| 23/10                               | Boston Red Sox      | St. Louis Cardinals | 11-9 |
| 24/10                               | Boston Red Sox      | St. Louis Cardinals | 6-2  |
| 26/10                               | St. Louis Cardinals | Boston Red Sox      | 1-4  |
| 27/10                               | St. Louis Cardinals | Boston Red Sox      | 0-3  |
| Boston Red Sox vincono la serie 4-0 |                     |                     |      |

## Premi
Miglior giocatore della stagione
|    | Giocatore         | Squadra              |
| -- | ----------------- | -------------------- |
| AL | Vladimir Guerrero | Anaheim Angels       |
| NL | Barry Bonds       | San Francisco Giants |

Rookie dell'anno
|    | Giocatore    | Squadra            |
| -- | ------------ | ------------------ |
| AL | Bobby Crosby | Oakland Athletics  |
| NL | Jason Bay    | Pittsburgh Pirates |

Miglior giocatore delle World Series
| Giocatore     | Squadra        |
| ------------- | -------------- |
| Manny Ramírez | Boston Red Sox |